# Assedio di Rouen (1562)
L'assedio di Rouen del 1562 fu uno scontro militare chiave delle prime guerre di religione francesi. Dopo essere stato conquistato dagli oppositori alla corona il 16 aprile, l'assedio, iniziato il 28 maggio e culminato il 26 ottobre, riportò l'importante città di Rouen sotto il controllo della corona. La caduta di Rouen avrebbe posto le basi per la battaglia di Dreux diversi mesi dopo, principale battaglia della guerra.

## Contesto

### Rouen nel 1560

#### La città e le sue comunità religiose
Al tempo dell'assedio, Rouen era una delle principali città della Francia e rappresentava sia un centro commerciale nella sua funzione di città portuale sia anche una capitale amministrativa, sede di un parlamento. Il protestantesimo era arrivato in città negli anni 1520 come movimento non strutturato, guadagnando una forma coesa con l'invito di un predicatore calvinista alla comunità nel 1557. Nel 1562 la comunità aveva raggiunto una forza di 15 000 membri, rendendola una notevole minoranza nella città, in particolare tra gli artigiani.
La crescita del calvinismo in città ispirò un cambiamento reattivo nella popolazione cattolica più intransigente della città, con la Confraternita del Santissimo Sacramento di Rouen istituita nella città nel 1561 per difendere la transustanziazione dagli attacchi ideologici a cui era sempre più soggetta. La fazione ultracattolica dei Guisa, sempre più influente nella più ampia regione della Normandia, poteva contare anche su diversi alleati in città tra cui il presidente del Parlamento Louis Pétremol, il procuratore generale Jean Péricard e il Bailli Villebon d'Estouteville. Questa influenza fu tuttavia controbilanciata dal governatore calvinista della Normandia, il duca di Boullion.
Il Parlamento di Rouen e l'élite più in generale erano dominati dai cattolici moderati, in quanto tali dopo l'emanazione dell'Editto di Saint-Germain nel gennaio 1562 che concedeva una tolleranza limitata al culto protestante: il Parlamento di Rouen sarebbe stato il primo a ratificarlo, mentre il Parlamento di Parigi resistette fino a marzo. Nel frattempo il Consiglio dei 24, il principale apparato governativo della città stessa, era spaccato: i suoi 7 Conselliers-Échevin eletti si divisero tra 4 calvinisti e 3 cattolici.

#### Conflitto religioso
A partire dal Caso dei manifesti durante il regno di Francesco I, il protestantesimo fu soggetto a persecuzioni organizzate in Francia. Ciò continuò durante i regni di Enrico II e Francesco II, tuttavia con la morte prematura di quest'ultimo la reggenza di Caterina de' Medici per il suo giovane figlio Carlo IX offrì una nuova politica di tolleranza limitata. I frequenti processi per eresia sarebbero stati una caratteristica della vita di Rouen dal 1530 al 1550, quando le comunità nascenti dei primi predicatori furono costretti a fuggire dal regno dopo un ordine di esilio nel 1546. Con un ordine del Parlamento di esecuzione per qualsiasi ministro di culto calvinista arrestato e il sequestro della proprietà di chiunque si trovasse a ospitare un'assemblea, molti convertiti scelsero di fuggire a Ginevra prima del 1559.
Quei convertiti che scelsero di rimanere, tuttavia, non rimasero inattivi: a partire dal 1535 furono registrati sporadici atti di iconoclastia e distribuzione di cartelloni. Allo stesso modo, continuarono le riunioni di culto illegali e nel 1560 i protestanti erano abbastanza forti del loro numero da radunarsi pubblicamente e cantare salmi. Quando il cardinale Carlo di Borbone visitò la città, fu riempito di insulti e il suo pulpito venne vandalizzato. Nella Quaresima nel 1562 i calvinisti distrussero il portale della cattedrale di Notre-Dame mentre un francescano predicava e poi invasero l'edificio per insultarlo. Con la continuazione delle esecuzioni per eresia, i calvinisti organizzarono diverse evasioni di prigione per i loro compagni nel 1560, anche tirando giù dal rogo qualcuno del loro gruppo nel 1561, nonostante le città tentassero di spostare il terreno delle esecuzioni in un luogo più sicuro.

### Wassy e l'inizio della guerra civile

#### Eventi nazionali
Fu in questo contesto di tensione religiosa a Rouen che gli eventi nazionali avrebbero spinto le cose in aperta violenza. Il 1º marzo 1562, mentre viaggiava dalle sue proprietà a Joinville a Parigi, Francesco I di Guisa, commise un massacro di fedeli ugonotti nella città di Wassy. Fatto ciò, ignorò le richieste della reggente Caterina di venire a corte per spiegarsi, recandosi invece a Parigi dove ricevette il benvenuto degli eroi per le sue azioni. Temendo che la potenziale violenza sia del duca di Guisa che del suo nemico calvinista, il principe Luigi I di Condé, fosse presente in città, Caterina ordinò a entrambi di andarsene, ma solo il Condé obbedì. Il duca di Guisa e i suoi alleati triumviri, incontratisi prima del suo ingresso a Parigi il 12 marzo, si diressero poi a Fontainebleau, dove presero possesso del re e del reggente. Mentre Caterina, rendendosi conto della vulnerabilità della sua posizione, aveva precedentemente chiesto al Condé di difenderla, egli si diresse invece verso Orléans, prendendola il 2 aprile e pubblicando un manifesto per la sua rivolta l'8 aprile. La strategia prevista dal Condé era quella di impadronirsi di una rete di città strategiche e utilizzarla per forzare un insediamento favorevole. A tal fine, gli ugonotti locali nei centri di tutta la Francia furono incoraggiati a prendere il controllo delle loro città, con Tours, Blois, Montpellier e Rouen, tra gli altri, che caddero in mano ai ribelli nei mesi successivi.

#### Eventi locali
La notizia del massacro di Wassy e delle successive azioni del Duca di Guisa raggiunse rapidamente Rouen, inducendo un clima di paura e militanza tra gli ugonotti della città. Insieme all'evento del settembre precedente, in cui Pierre Quitard di Bourges era stato giustiziato a Rouen per essere in possesso di una lista dei 400 ugonotti più importanti della città, si temeva che ciò facesse presagire un massacro simile a Rouen. Nei circoli ugonotti circolarono lettere che avvertivano della necessità di essere pronti a sostenere con le armi le chiese vicine, se necessario, e le guardie armate iniziarono a proteggere le assemblee locali.
La vicina città di Dieppe cadde a causa di un colpo di stato ugonotto il 22 marzo e con lo scoppio delle ostilità formali nell'aprile Claude, duca d'Aumale ottenne un'autorità speciale nella regione della Normandia come tenente generale con il suo vice Jacques de Matignon. Ciò fece arrabbiare il governatore della Normandia, il duca di Boullion che, pur non alleato con il Condé, tentò di affermare la sua autorità locale assediando Matignon a Cherbourg, cogliendolo alla sprovvista. Nei mesi di aprile e maggio gran parte dei centri urbani della Normandia sarebbero caduti in mano a coloro che si opponevano alla corona, tra cui Le Havre, Vire e Rouen.

## L'assedio

### Preludio

#### L'incidente dei capitani
Il 7 aprile, due capitani cattolici, Nicolas le Gras e Nicolas Maze, sotto l'autorità del Triumvirato, entrarono a Rouen e iniziarono a battere le strade in cerca di reclute per combattere per la corona contro Condé. Temendo che le truppe sollevate sarebbero state usate contro di loro, gli ugonotti della città li attaccarono uccidendo le Gras e ferendo Maze, che riuscì a fuggire dalla città. Gli ugonotti della città giustificarono le loro azioni in una rimostranza al Duca di Bouillon più tardi in aprile, citando la loro preoccupazione che i reclutatori operassero come agenti del cliente dei Guisa, il barone di Clères.

#### Il colpo di stato del 15 aprile
Sulla scia di questa violenta azione, il 13 aprile i Bailli di Rouen, il Guisard Villebon d'Estouteville, tornarono in città. Nel successivo resoconto partigiano della Histoire Ecclesiastique gli ugonotti affermeranno che egli stava tramando il loro sterminio e che le loro azioni erano servite a impedirlo, ma è da notare che ciò avvenne durante un'ondata di colpi di stato in tutta la Francia. La notte del 15 aprile gli ugonotti della città agirono, impadronendosi prima del convento dei Celestini, poi del municipio prima di assediare Estoubeville nel suo castello. Estoubeville fu costretto ad arrendersi e a fuggire dalla città, lasciando il controllo agli ugonotti. I cattolici di Rouen erano stati colti completamente di sorpresa e presto il potere si sarebbe consolidato con il controllo ugonotto delle porte e una guardia notturna dominata dai protestanti.
L'élite ribelle non annunciò la fedeltà a Condé ma piuttosto al Re, giustificando la propria ribellione con motivi preventivi per evitare una nuova Wassy. I membri cattolici del Consiglio dei 24 furono autorizzati a continuare a ricoprire le loro cariche, il Parlamento, in gran parte cattolico, continuò a riunirsi e un soldato che aveva ferito il Priore dei Celestini durante il colpo di Stato fu giustiziato.
Il 19 aprile il duca di Bouillon arrivò di fronte alla città sperando di convincere i ribelli, ma non ci riuscì e, frustrato, lasciò il suo luogotenente Charles de Bacqueville-Martel in città e partì.

#### Radicalizzazione interna
All'interno della città, si è rapidamente sviluppata una dinamica conflittuale tra i ribelli moderati e quelli che volevano andare oltre, una divisione in parte su linee di classe tra gli anziani e gli artigiani convertiti. Il 3-4 maggio un'ondata di iconoclastia sistematica spazzò la città con protestanti armati che fecero irruzione nelle chiese per distruggere gli altari, frantumare le icone e depredare metalli preziosi. Gli iconoclasti invasero ulteriormente le case dei membri dell'élite cattolica, in particolare quei membri associati ai Guisa, impossessandosi delle armi che vi trovavano.
L'élite ugonotta avrebbe preso rapidamente le distanze dalle azioni, scrivendo scuse formali in cui affermava che si era trattato di uno scoppio spontaneo guidato da bambini. La lettera, tuttavia, continuava a sottolineare che l'atto doveva dimostrare il disappunto divino per l'esibizione dell'idolatria, fornendo un certo grado di tacita approvazione. Altri resoconti di iconoclastia condotta in gruppi suggeriscono anche un certo grado di organizzazione.
Indipendentemente dal coinvolgimento dell'élite, il consiglio incaricò presto Nicolas de l'Isle a Mantire de la Mornau di raccogliere, pesare e fondere le lastre d'oro saccheggiate. Il valore totale ammontava a 57 934 livre e sarebbe stato utilizzato per coprire i costi della guarnigione e della difesa della città, sebbene fosse sufficiente per un mese di salario.
Le conseguenze dell'iconoclastia si manifestarono nei giorni successivi: prima i principali mercanti e sacerdoti cattolici lasciarono la città e poi, il 10 maggio, il Parlamento, dichiarando che non era più sicuro. I tre Conseillers-Échevins cattolici cessarono di partecipare al Consiglio dei 24, lasciando agli ugonotti un controllo politico più totale e un Consiglio ridotto fino alle elezioni di luglio. Martel, il rappresentante del Duca di Bouillon in città, partì il 14 maggio in risposta agli eventi precedenti, lasciando la città completamente priva di un rappresentante della corona.

### Il primo assedio

#### Arrivo del Duca di Aumale

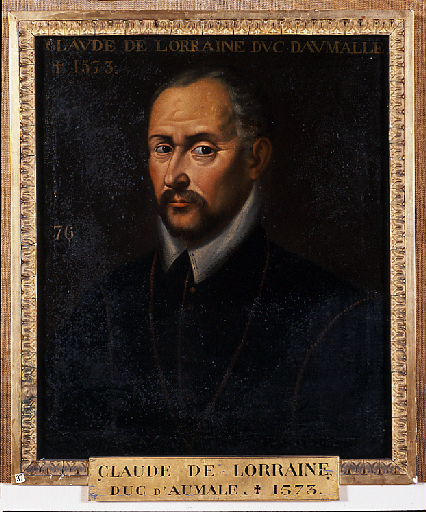
Claude, duca di Aumale, a capo del primo assedio

A partire da aprile e dopo l'ondata di iconoclastia di maggio, Caterina cercò un accordo negoziale con i ribelli di Rouen, proponendo la riammissione dei funzionari della corona in cambio di clemenza per i ribelli. Questa proposta si scontrò con gli integralisti cattolici di corte, da cui dipendeva il potere di Caterina, e con i ribelli, che volevano che il duca di Aumale, da poco incaricato di governare la Normandia, fosse revocato come parte di qualsiasi accordo. Il 28 maggio, il duca di Aumale in persona si presentò alle porte di Rouen e invitò la città a cedere a lui, ma i ribelli si rifiutarono. Aumale iniziò un assedio, ma avendo solo 3 000 uomini al suo comando e nessun cannone d'assedio, il suo bombardamento della città fu inefficace. Dopo diversi giorni fu costretto a rompere il campo quando la guarnigione della città fu rinforzata dall'arrivo delle forze del Seigneur de Morvillier. Morvillier avrebbe assunto la guida della difesa della città.

#### Stallo e combattimenti locali
Con il fallimento dell'assedio diretto e la continua assenza dell'esercito reale principale, Aumale cambiò tattica, iniziando una campagna di molestie e cercando di contrastare le incursioni dalla città. A corto di fondi per le sue truppe, sequestrò la stoffa dai mercanti di Rouennais a Brionne e incaricò l'élu di Rouen di riscuotere per lui la tassa décimis. Inoltre, armò e incoraggiò i contadini intorno alle città di Rouen e Dieppe, nella speranza che reagissero a qualsiasi tentativo di sortita da Rouen e ostacolassero i rinforzi.
Nel frattempo, i rinforzi protestanti continuarono ad arrivare nella città di Rouen in preparazione di un nuovo assedio nel corso dell'anno. Le truppe si dimostrarono inclini a derubare la gente del posto e nelle loro sortite nell'area circostante saccheggiarono le vicine città di Elbeuf, Caudebec-lès-Elbeuf e Darnétal in incursioni iconoclastiche. Tra queste truppe arrivò Gabriel de Lorges, 1º conte di Montgomery che in agosto ricevette da Condé l'incarico di assumere la guida della difesa della città, legandola così alla più vasta ribellione. Le sue ingenti tasse sui suoi correligionari in città lo resero impopolare e alcuni chiesero il ritorno di Martel.

#### Radicalizzazione a spirale
Il 22 luglio, il Parlamento di Rouen si riunì nuovamente a Louviers in forma di gruppo, ora più allineato con la fazione ultracattolica che era stata precedentemente in minoranza tra i suoi membri, con legami con Aumale attraverso Péricard. Furono emanate nuove leggi che sancivano la detenzione di tutti gli eretici e, in caso di resistenza all'arresto, la loro esecuzione sommaria. Inoltre la distruzione dei beni della chiesa doveva essere punita con la confisca di tutti i beni. L'impiccagione di ugonotti non combattenti indusse il Consiglio reale a intervenire in agosto, inviando Michel de Castelnau per porre fine a quella che riteneva una brutalità eccessiva.
Le autorità di Rouen reagirono a queste mosse, costringendo i principali cattolici rimasti in città a convertirsi al protestantesimo o a essere imprigionati, mentre le proprietà di coloro che erano fuggiti venivano sequestrate dalla città. Ogni funzione cattolica era già cessata in città nel mese di giugno. Nelle elezioni del 4 luglio per il Consiglio dei 24, i tre seggi vacanti furono occupati, fornendo un consiglio ugonotto completo.

#### Appelli agli inglesi
Con l'esercito reale che cominciava a muoversi verso nord per liberare la Loira e le truppe cattoliche bretoni che entravano in Normandia, la città cominciò a pensare di chiedere aiuto all'estero. Il 15 agosto un deputato della città e Vidame de Chartres si diressero in Inghilterra per implorare il sostegno di Elisabetta; alcune settimane dopo, con la caduta di Bourges nell'esercito reale, le fu inviato un appello urgente. Infine, il 20 settembre venne concluso il Trattato di Hampton Court tra il principe di Condé ed Elisabetta: Le Havre fu offerta agli inglesi in cambio di una forza di soccorso di 6000 uomini per le città di Rouen e Dieppe. Concentrandosi innanzitutto sulla messa in sicurezza di Le Havre, i primi 200 uomini arrivarono a Rouen solo il 4 ottobre, quando la città era già sotto assedio; solo altri 300 uomini sarebbero arrivati e la città sarebbe stata sul punto di cadere. Mentre si pensava di fare di più, una delle 6 navi utilizzate dagli inglesi per trasportare le truppe sul fiume fino a Rouen aveva urtato un banco di sabbia ed era stata rapidamente intercettata da Charles de Montmorency-Damville.
Indignati per il trattato, diversi notabili protestanti di Rouen disertarono la corona e partirono dalla città a settembre. Tra coloro che disapprovavano la trattativa vi fu Morvillier, che cedette il comando della difesa della città al Montgomery, da poco arrivato.

### Il secondo assedio

#### Arrivo dell'esercito reale
Dopo aver sottomesso con successo Bourges all'inizio di settembre, l'esercito reale decise di aggirare Orléans e di iniziare un secondo assedio di Rouen, consapevole del trattato recentemente firmato con Elisabetta e desideroso di impedire che i rinforzi inglesi raggiungessero la città. Arrivati in città il 28 settembre, stabilirono un assedio completo con 30 000 uomini al comando di Antoine di Navarra. Al di fuori delle mura, la città era difesa principalmente dal Forte Sainte Catherine, che comandava l'accesso da sud-est e dominava la città.

#### La morte di Navarra
Il 13 ottobre, mentre ispezionava le trincee d'assedio, Navarra fu ferito a morte da un colpo di moschetto alla spalla. Sebbene fosse curato dal famoso chirurgo Ambroise Paré, non poté essere salvato e morì per la ferita il 17 novembre. Si dice che l'estrema unzione sia avvenuta secondo l'usanza luterana e che quindi le voci sulla sua eterodossia religiosa, nonostante avesse combattuto per la corona, avrebbero accompagnato la sua scomparsa. Con la sua morte la guida dell'assedio passò al duca di Guisa.

#### Caduta di Fort Sainte Catherine

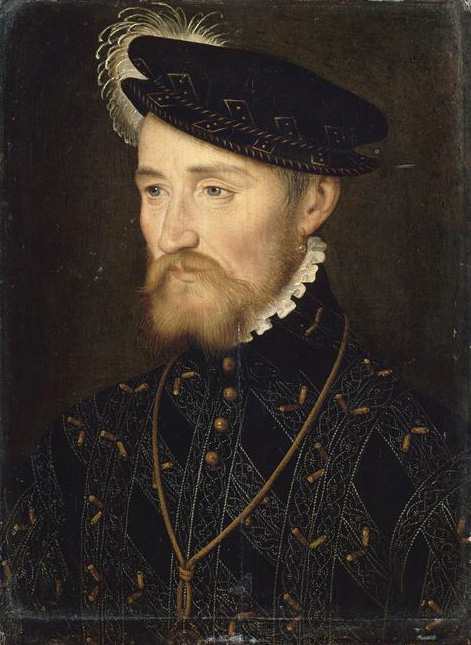
Francesco, duca di Guisa, capo del secondo assedio dopo la morte di Navarra

Poco dopo il ferimento di Navarre, la cittadella di Santa Caterina cadde sotto gli assedianti, rendendo solo una questione di tempo la capitolazione della città stessa. L'assalto al forte era stato aspramente contestato e durato sette ore, con Montgomery che minacciava l'esecuzione per qualsiasi disertore. In quel momento, ridendo delle proteste del duca di Guisa e di Anne de Montmorency, Caterina venne al forte per conferire con i due capitani e fare un sopralluogo della città. Preoccupata per il potenziale potere che si sarebbe concentrato nelle mani di Guisa in caso di vittoria totale e desiderosa che la ricca città di Rouen rimanesse un'eredità intatta per suo figlio, Caterina continuò a cercare una fine negoziata dell'assedio. Mentre i mercanti e i borghesi della città erano pronti ad accettare un'offerta del genere, il comandante militare Montgomery, sostenuto dagli artigiani della città e dai rifugiati provenienti da altre parti della Normandia, rifiutò le sue avances. Essi proposero invece una controfferta che includeva una clausola che prevedeva che tutti i ministri protestanti presenti in città potessero rimanere, il che era inaccettabile per gli assedianti.

#### Assalto e saccheggio
Il 21 ottobre, una settimana dopo aver assunto il comando, il duca di Guisa ordinò un assalto a tutto campo alle mura della città. Dopo 5 giorni di assalto il 26 ottobre è stata raggiunta una breccia con cariche di mine ed esplosivi che crearono un buco nel muro abbastanza grande da consentire il passaggio di un cavallo. Il duca, desideroso come Caterina di evitare un saccheggio, promise il doppio compenso a tutte le truppe presenti a condizione di mantenere la disciplina. Temendo ciò che sarebbe successo, alcuni capi delle città fuggirono nel buio della notte o su barche lungo la Senna. Nei successivi tre giorni la città fu oggetto di massacri e saccheggi, con case ugonotte e chiese cattoliche saccheggiate dai soldati. L'ambasciatore spagnolo Chantonnay stimò che un migliaio di persone morirono nel saccheggio. Alcuni dei sopravvissuti si ritrovarono ad andare fino a Parigi per ricomprare i loro beni che i soldati avevano impegnato.

## Conseguenze

### La fine della prima guerra
Con la caduta di Rouen, solo la città chiave di Orléans rimase una minaccia per Parigi e la causa reale. L'esercito reale, in inferiorità numerica rispetto a quello di Condé, non riuscì a impedire un collegamento tra le sue forze e i rinforzi mercenari tedeschi portati attraverso la Francia da François de Coligny d'Andelot, ma fu in grado di prevenire la sua marcia su Parigi, facendolo invece virare verso nord, nella speranza di collegarsi con gli inglesi che avevano i fondi di cui aveva bisogno per pagare le sue truppe. Mentre marciava verso nord, in Normandia, fu intercettato e portato alla battaglia di Dreux, una vittoria decisiva per la corona che costrinse i ribelli a ritirarsi nella città di Orléans. Avendo perso Montmorency come prigioniero e l'altro loro leader Jacques d'Albon, Seigneur de Saint André sul campo di Dreux, Guisa era ora lasciato al solo comando dello sforzo bellico della corona e, nonostante il desiderio di Caterina di un accordo negoziato, cercò un impegno decisivo con una vittoria a Orléans. Stabilendo un assedio, Guise lo portò quasi alla conclusione, prima di essere assassinato poco prima dell'assalto finale, consentendo a Condé, Montmorency e Catherine di stabilire il compromesso dell'Editto di Amboise che pose fine alla prima guerra di religione.
Dopo aver risolto temporaneamente la questione tra i ribelli e la corona, fu creato un fronte unificato per espellere gli inglesi che avevano occupato le città di Le Havre e Dieppe. Il 28 luglio Le Havre fu finalmente riconquistata, ristabilendo il controllo francese.

### Inimicizie continue
Dopo la caduta di Rouen, il parlamento di Louviers tornò in città e si ristabilì: annullò l'elezione del Consiglio dei 24 di luglio in cui i cattolici erano stati esclusi e indisse una nuova elezione, che non avrebbe visto l'elezione di consiglieri ugonotti, nessuno dei quali avrebbe mai più ricoperto una carica nel Consiglio. Mentre il Parlamento desiderava una dura rappresaglia, Caterina spinse per una linea conciliante, con l'esecuzione di quattro capi e un prestito forzoso di 140 000 scudi da estrarre dalla città per sostenere le finanze della corona. Una volta che l'amministrazione reale si fu allontanata dalla città, le autorità locali si spinsero oltre, disarmando tutti gli ugonotti della città e imponendo ai protestanti una tassa speciale per riparare i danni alle mura. Venne formata una milizia interamente cattolica e i membri del Parlamento che suggerivano ai loro colleghi ugonotti di tornare alle loro precedenti cariche venivano minacciati per strada.
Nonostante i danni subiti dalla comunità, gli ugonotti di Rouen si ripresero rapidamente, raggiungendo i livelli di popolazione precedenti all'assedio nel 1564. Da questo momento in poi, tuttavia, i nuovi convertiti saranno pochi e la comunità si troverà sempre più a formare un gruppo ben definito, con diverse denominazioni e pratiche sociali. Ancora nel 1580 gli ugonotti avrebbero visto la loro iconoclastia del 1562 accusata di peste. L'Editto di Amboise sarebbe stato applicato solo dopo una serie di violenti omicidi e scontri in aprile, e ulteriori incidenti violenti sarebbero continuati in città fino al massacro degli ugonotti del 1572 ispirato al massacro della notte di San Bartolomeo.